# La Aclamación
La Aclamación fue un movimiento político venezolano de 1906 que llevó a Cipriano Castro a reasumir la presidencia de Venezuela.

## Antecedentes

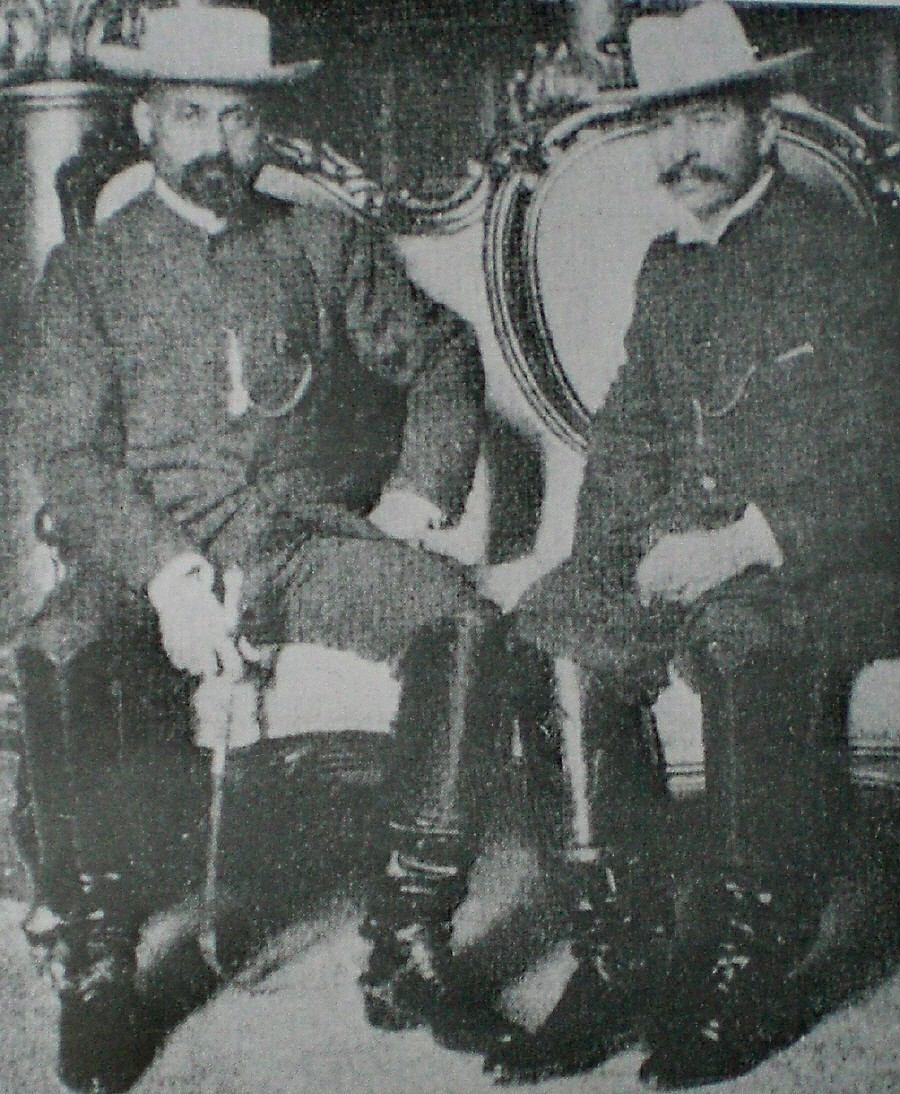
Cipriano Castro y Juan Vicente Gómez en la Casa Amarilla de Caracas en 1900.

Derrotada la Revolución Libertadora y consolidado el régimen de la restauración liberal con la promulgación de la Constitución de 1904. Cipriano Castro empieza a desconfiar de su vicepresidente Juan Vicente Gómez así que decide tenderle una trampa.

## Hechos
El 4 de abril de 1906 Cipriano Castro anuncia que abandonara temporalmente la presidencia por motivos de salud, por lo que Juan Vicente Gómez asume la presidencia, mientras Castro se retira a La Victoria.
La verdadera aspiración de Castro era provocar que Gómez intentara quedarse con la presidencia permanentemente, con la intención de que el pueblo lo aclame y pida su regreso. El gobierno se divide entre gomecista y castristas, estos últimos lanzan desde La Victoria, una campaña de prensa en que acusaban a Gómez de querer ocupar el poder en forma permanente y se le hacía un llamado a Castro para reasumir la presidencia.
Juan Vicente Gómez usando su habilidad política envía constantemente informes detallados de sus decisiones como jefe de Estado a Cipriano Castro. Con motivo de la celebración del 23 de mayo, día aniversario del inicio de la Revolución Liberal Restauradora, Castro publica su manifiesto "Ofrenda a mi patria" en la cual manifiesta no tener ninguna intención de regresar al poder. La publicación de esta carta provocó que el presidente del estado Aragua Francisco Linares Alcántara Estévez organice un desfile en apoyo a Castro. Distintos municipios del país empezaron a enviar a La Victoria largas listas de firmas pidiendo el retorno de Castro, creándose además una Junta de Aclamación para dar un carácter institucional al movimiento.
Juan Vicente Gómez, consciente de la maniobra, viaja a La Victoria junto a Félix Galavís y se entrevista con Castro pidiéndole que vuelva a la presidencia, sellando así la reconciliación oficial. El 11 de junio de 1906, Cipriano Castro, ante el Concejo Municipal y los delegados de la Junta de Aclamación, reunidos en La Victoria, prometió reasumir la presidencia el día 5 de julio. Su retorno a Caracas fue motivo de espectaculares celebraciones en todo el país.